# ديفيد باركر (سياسي أمريكي، مواليد 1954)
ديفيد باركر (بالإنجليزية: David Parker)‏ هو محامي وسياسي أمريكي، ولد في 1954. نشط حزبياً في الحزب الديمقراطي.